# Chiesa di San Pietro a Quintole
La chiesa di San Pietro a Quintole si trova a Fiesole in località Quintole, nella parte pianeggiante del Comune lungo la riva nord dell'Arno, a est di Firenze.

## Storia e descrizione
A Quintole, il cui toponimo deriva probabilmente dal quinto miglio della strada romana Cassia Vetus, ma potrebbe anche derivare dal nome Quintulus o Quintilius, secondo la tradizione, la chiesa di San Pietro secondo una tradizione locale risalirebbe ai tempi di Carlo Magno (VIII-IX secolo). Tuttavia, è più verosimile che la sua fondazione risalga all'XI secolo. Il patronato della chiesa, secondo alcune fonti, apparteneva alla famiglia Cerchi, che possedeva vasti terreni nella zona, da Rovezzano fino alla Sieve. La chiesa originaria, a navata unica e con abside, presentava una facciata a capanna e mura in filaretto, ed è corrispondente all'attuale sagrestia. L’abside, orientata verso est, è ancora visibile dall’esterno, e una parte della facciata conserva il suo originale apparecchio murario a vista.
Nel 1329, si ha notizia dei Donati come patroni di San Pietro, avversari storici dei Cerchi, nonostante la moglie di Niccolò de' Cerchi, Willa, fosse sorella di Donato de' Donati. Nel 'popolo' di San Pietro, che apparteneva alla pieve di Remole, esistevano gualchiere a Castagneto, originariamente di proprietà dei Donati e successivamente degli Albizi. Altre gualchiere, appartenenti al vescovo fiorentino, si trovavano lungo la Sieve, ma vennero tutte abbandonate dopo due disastrose alluvioni.
Nella seconda metà del Trecento, venne affrescata una Madonna col Bambino, che originariamente costituiva un tabernacolo separato dalla chiesa e che oggi si trova nell'altare laterale destro.
Nel 1477, risulta che la piccola rettoria di San Jacopo al Girone dipendesse da San Pietro, un legame che si era instaurato probabilmente dal 1343. 
Nel periodo 1503-1530, nel 1503, i Donati commissionarono la realizzazione di un tabernacolo per gli oli santi, che Guido Carocci attribuì a Mino da Fiesole. Verso il 1520-1530, Francesco Granacci per la chiesa eseguì una Deposizione di Cristo con la Madonna e santi, oggi custodita nei depositi diocesani di Santo Stefano al Ponte.
Nel periodo 1550-1590, verso la metà del secolo, Giovanni Donati, ultimo maschio della famiglia, cedette la sua porzione di patronato della chiesa alla famiglia Taddei. L'altra parte del patronato passò ai Del Nero, che possedevano mulini e una pescaia lungo l'Arno. Per questioni erditarie la parte dei Donati possò poi ai Lenzi, quindi agli Acciaiuoli.
Nel periodo 1598-1623, la piccola chiesa fu ricostruita, e i lavori terminarono agli inizi del Seicento. L'altare di sinistra venne completato nel 1623, e l'altare di destra, risalente al 1598, inglobò l'affresco trecentesco della Madonna col Bambino. Per l'altare di sinistra, realizzato da Angelo di Paolo Fumanti, venne dipinta una tela con San Francesco che riceve le stimmate, attribuita a Ludovico Cardi, detto il Cigoli.
Nel 1696, si verificò una disputa riguardante il patronato della chiesa, i cui diritti vennero riassegnati ai Frescobaldi, assieme ai Del Nero. Da questi ultimi passò nel Settecento ai Torrigiani.
Tra la fine del Settecento e l'inizio dell'Ottocento, fu aggiunto un edificio alla facciata cinque-seicentesca della chiesa, forse mai completata. La navata venne controsoffittata e la sede della Compagnia di Santo Stefano (ora sagrestia) fu affrescata con la Vocazione di san Pietro, al tempo dei Torrigiani-Del Nero.
Nel periodo 1975-1979, vennero effettuate modifiche alla chiesa per adattarla alle esigenze liturgiche della riforma conciliare. Nel 1986, fu istituita la nuova parrocchia di San Jacopo al Girone, che inglobò la parrocchia di San Pietro a Quintole.